# Arachnophaga aureicorpus
Arachnophaga aureicorpus är en stekelart som först beskrevs av Girault 1916.  Arachnophaga aureicorpus ingår i släktet Arachnophaga och familjen hoppglanssteklar. Inga underarter finns listade.